# أولاف كريستيانسن
أولاف كريستيانسن (بالإنجليزية: Olaf Christiansen)‏ هو مخرج جوقة وملحن أمريكي، ولد في 17 يناير 1901 في منيابولس في الولايات المتحدة، وتوفي في 12 أبريل 1984 في نورثفيلد في الولايات المتحدة.

## وصلات خارجية
- أولاف كريستيانسن على موقع ميوزك برينز (الإنجليزية)